# کاکایی خندان
کاکایی خندان (نام علمی: Leucophaeus atricilla) نام یک گونه از تیره کاکاییان است.